# Kirkeret
 Denne artikel bør gennemlæses af en person med fagkendskab for at sikre den faglige korrekthed.
    Artiklen omhandler kirkeret som kanonisk ret og nævner ingen kilder. Artiklen bør nok opdeles.

Kirkeretten (eller kanonisk ret) er et retssystem indført af kirken.
Den katolske kirke havde gennem hele middelalderen en særskilt fungerende jurisdiktion over egne forhold. Det indebar en retspraksis der i dag er forholdsvis ukendt, men sikkert har udspillet sig på det forvaltende sted, såsom klosteret eller bispesædet (de).
Kirkeretten var som regel lokalt affattet, og kongerigets love, landskabslovene Jyske Lov, Erik og Valdemars Sjællandske Lov samt Skånske Lov stod også under indflydelse af denne retstænkning.[kilde mangler]
I højmiddelalderen blev kirkerettens praksis søgt sammenfattet i form af juristiske - meget formelt, retsvidenskabelige - tekster. Jus novum, den nye lov, udarbejdet af en vis magister Gratian (de) omkring år 1140, blev vidt kendt, men ikke som så vedtaget. Pave Gregor IX (1227-1241) udstedte i 1234 Liber Extra, og Pave Bonifatius VIII (1294–1303) udstedte Liber Sextus, som sammen med Gratians værk, efterhånden blev kendt som Corpus Iuris Canonici (de).
Kirkeretten virkede i alle sager om kirkelige anliggender, herunder også moral og ægteskab. Kirkeretten stillede store krav til bevisførelsen og førte ansvaret over på den enkelte i stedet for slægten.
De kirkelige retter blev ret meget brugt, fordi de lagde vægt på faktiske beviser i stedet for edsaflæggelse. De var også kendt for at være effektive i gældssager.[kilde mangler]
Den udøvende magt, iværksættelsen af straffeforanstaltninger, blev derimod på den verdslige magts hænder.[kilde mangler] Derfor var det kirkeretten, der pådømte sager om f.eks. præsters utugt, men det var lensherrens folk, der udførte straffen.
En del af kirkerettens bestemmelser vedrørende ægteskabelige forhold videreførtes efter reformationen i Tamperretten.
I vore dage findes stadig kirkeret, i en efter-reformatorisk version. Den katolske kirke har her en større lovsamling, Codex Iuris Canonici (de), der kan sammenlignes lidt med det akademiske engagement der vedrører de retsregler der bør regulere den danske folkekirke.